# Реденталь
Реденталь (нім. Rödental) — місто в Німеччині, розташоване в землі Баварія. Підпорядковується адміністративному округу Верхня Франконія. Входить до складу району Кобург.
Площа — 49,96 км2. Населення становить 13 082 ос. (станом на 31 грудня 2020).